# Justizvollzugsanstalt Kleve
Die Justizvollzugsanstalt Kleve ist eine für 228 Insassen ausgelegte Justizvollzugsanstalt (JVA) in Kleve.

## Geschichte
Während der französischen Herrschaft in Kleve wurde das Gefängnis auf der Schwanenburg eingerichtet und verblieb dort auch in der preußischen Zeit. Wegen Überfüllung und schlechten Erweiterungsmöglichkeiten suchten und fanden die Stadt und der Staat ein geeignetes Grundstück für einen Nachfolgebau. 1913 erfolgte der Baubeginn, im September 1915 waren die Gebäude soweit fertiggestellt, dass sie der Gefängnisverwaltung übergeben werden konnten. Anfangs bot die Anstalt Platz für 250 Gefangene, davon 210 für Männer, 40 für Frauen.
Im Zweiten Weltkrieg wurde das Gefängnis bei einem Bombenangriff am 7. Februar 1945 fast völlig zerstört. Dabei starben wahrscheinlich über 100 Menschen – Ostarbeiter, Kriegsgefangene und inhaftierte Frauen. Im Gefängnisgarten wurde später ein Massengrab mit 84 Leichen ausgehoben, die 1947 am Klever Friedhof bestattet wurden.
Das Gefängnis war bis in die frühen 1950er Jahre geschlossen, ehe es wieder genutzt werden konnte. Aus finanziellen Gründen wurde der Neubau auf den Fundamenten des Vorgängerbaus errichtet. Auf den Wiederaufbau des Frauengefängnisses wurde verzichtet.
In den Jahren 1981–1985 wurde zusätzlich ein zweigeschossiges Pforten- und Verwaltungsgebäude, ein Garagentrakt und ein neues Werkstattgebäude errichtet. 1986 erhielt die Anstalt einen Sportplatz. 1996 erfolgte ein weiterer Anbau für den Krankenbereich, die Gefängnisbücherei, einen Mehrzweckraum und Büroräume. Später erfolgte noch der Einbau eines modernen Glasfasernetzes und eine Brandschutzsanierung, bei der ein zusätzliches Treppenhaus errichtet wurde.
Wegen der Nähe zur deutsch-niederländischen Grenze beträgt der Ausländeranteil 63 %. Besonders hoch ist der Anteil der Gefangenen, die wegen Drogendelikten einsitzen. Am 29. September 2018 starb der 26-jährige Flüchtling Amed A. bei einem Brand in seiner Zelle. Der Syrer war mit einem Afrikaner aus Mali verwechselt worden und zu Unrecht inhaftiert.

## Zuständigkeit
Die JVA Kleve ist zuständig für die Vollstreckung von:
- Geschlossener Vollzug an Männern
- Untersuchungshaft, Auslieferungs- und Durchlieferungshaft an Erwachsenen
- Freiheitsstrafe (Erstvollzug) von 3 Monaten bis 24 Monaten an Männern
- Zivilhaft und Strafarrest
- Freiheitsstrafe von mehr als 24 Monaten bis 48 Monaten an ausländischen Gefangenen

Die Zuständigkeiten der Justizvollzugsanstalten in Nordrhein-Westfalen sind im Vollstreckungsplan des Landes NRW geregelt (AV d. JM v. 16. September 2003 – 4431 – IV B. 28 -).